# ياء
الياء «ي» هو الحرف الثامن والعشرون (28) والأخير بالترتيب الهجائي والتاسع (9) بالترتيب الأبجدي من حروف الأبجدية العربية. تلفظ [j] بصوت غاري شبه صامت أو [iː] بصوت صائت أمامي مغلق غير مدور ومخرجه من بين أول اللسان ووسط الحنك الأعلى. قيمته تساوي (10) في حساب الجمل. ورمزه في اليونيكود هو U+064A. يُذَكّر حرف الياء لأنه بمعنى حرف، ويؤنث الياء لأنه بمعنى كلمة، والتأنيث أفصح.
| يود الفينيقي | يمن الجعزي | يود العبري | ياء العربي | يوذ السرياني | يوذ الارامي |
| 𐤉            | የ          | י          | ي          | ܝ            | ܝ           |

## الياء العربية
ترتيبه الثامن والعشرون (28) والأخير بالترتيب الهجائي والتاسع (9) بالترتيب الأبجدي. تلفظ [j] بصوت غاري شبه صامت أو [iː] بصوت صائت أمامي مغلق غير مدور ومخرجه من بين أول اللسان ووسط الحنك الأعلى. قيمته تساوي (10) في حساب الجمل.

### الرسم
| الموقع من الكلمة: | معزول | بدائي | وسطي | نهائي |
| ----------------- | ----- | ----- | ---- | ----- |
| شكل الحرف:        | ي     | يـ    | ـيـ  | ـي    |

#### الرسم المصري
في الرسم المصري تُرسم الياء في نهاية الكلمة بدون نقطتين تماما كالياء الفارسية أو الألف المقصورة العربية، هكذا (ی).

## الياء الفارسية
في اللغة الفارسية تكتب الياء بشكل قريب من الياء العربية ولكن لها بعض الاختلافات الشكلية (الفارسية: ی / العربية: ي).
عندما تكتب الياء الفارسية في بداية الكلمة أو وسط الكلمة فإن شكلها الظاهر يكون مطابقا للياء العربية (الفارسية: یـ / العربية: يـ) وعندما تكتب منفصلة أو في نهاية الكلمة فإنها تشبه حرف الألف المقصورة العربية، ولكنها تعتبر حرف منفصل له رمز يونيكود مستقل هو U+06CC (لا يوجد في لوحة المفاتيح العربية)، ومختلف عن رمز الياء العربية (U+064A) ورمز الألف المقصورة العربية (U+0649)، ولهذا السبب فإن عمليات معالجة الكلمات في الحواسيب ومحركات البحث تكون حساسة لنوع الياء المستخدمة.
تستخدم الياء الفارسية في بقية اللغات الإيرانية مثل البشتونية والكردية، بالإضافة إلى لغات هندية وتركية أخرى مثل الأذرية والأردو.